# Antoine Albeau
Antoine Albeau (ur. 17 czerwca 1972 w La Rochelle) – francuski windsurfer. Od 1994 wywalczył ponad 20 tytułów mistrza świata w różnych kategoriach.
Antonie Albeau wielokrotnie bił rekordy świata prędkości. 5 marca 2008 na 500 metrowym odcinku Saintes Marie de la Mer osiągnął 49,09 węzłów (90,91 km/h). Pobił wtedy poprzedni rekord, którym było 48,7 węzłów osiągnięte przez Finiana Maynarda. Od tego czasu poprawiał swój rekord trzykrotnie, ostatecznie ustanawiając go na poziomie 53,49 węzłów (99,06 km/h) korzystając ze sprzętu NeilPryde i JP-Australia.
W październiku 2008 zawodnik przepłynął kanał La Manche na 138 kilometrowym odcinku z Cherbourga (Francja) do Poole (Wielka Brytania). Albeu pokonał dystans w 6 godzin. Wspomagali go wtedy Guy Cribb i Dave Hartwell. Wyczyn był relacjonowany przez media.